# 弗魯特蘭 (愛荷華州)
弗魯特蘭（英語：Fruitland）是一個位於美國愛荷華州馬斯卡廷縣的城市。

## 地理
弗魯特蘭的座標為41°21′08″N 91°07′34″W / 41.35222°N 91.12611°W，而該地的平均海拔高度為165米（即541英尺）。

## 人口
根據2010年美國人口普查的數據，弗魯特蘭的面積為4.66平方千米，當中陸地面積為4.66平方千米，而水域面積為0.00平方千米。當地共有人口977人，而人口密度為每平方千米209人。